# 布羅斯利
布羅斯利（Broseley）是英格蘭什羅普郡的一個小鎮，2001年人口普查時，布羅斯利有人口4,912人。在2011年時，布羅斯利有人口4,929人。布羅斯利位於鐵橋谷之內。